# Бочкарёв, Антон Анатольевич
Анто́н Анато́льевич Бочкарёв (род. 3 ноября 1978, Зеленодольск, Татарская АССР) — российский легкоатлет (бег на средние дистанции, в том числе эстафета). Мастер спорта России международного класса.

## Биография
Родился 3 ноября 1978 года в городе Зеленодольск, ТАССР. В 1996 году окончил МУОР-1 города Москва и получил среднее специальное образование. В 1997 сдаёт вступительные экзамены и поступает в РГУФКСиТ (РГАФК). В 2004 году после перевода из РГАФК оканчивает МГАФК в городе Балашиха, Московская область и получает высшее образование по специальности: Специалист по физической культуре и спорту.

## Деятельность
В 1997—1999 годах проходил срочную военную службу в ВВС ВС России близ города Уфа, «СКА-219». По окончании службы получил звание младшего сержанта. С 2000 года проходил службу по контракту во Внутренних войсках России. В 2001 году перевёлся во ВВС России города Иркутска с присвоением звания прапорщика. В марте 2006 года перевёлся в МВД России в качестве стажёра и в июне 2006 года стал милиционером. Отмечен ведомственными медалями МВД России за отличие в службе первой, второй и третьей степени.
Тренировался у Светланы Павловны Плескач-Стыркиной, Якова Исаковича Ельянова, Геннадия Михайловича Суворова. В 1995 году на дистанции 800 м занял 5-е место на Олимпийских юношеских играх в Англии (г. Бат). Бронзовый призёр Кубка европейских чемпионов среди юниоров 1996 года в Словении (Любляна). Неоднократный чемпион и призёр чемпионатов и первенств России:
- 2-е место (бег на 1500 м) на Чемпионате России по лёгкой атлетике в помещении 2000 года[2],
- чемпион России по лёгкой атлетике в помещении 2007 года[3] в эстафете 4х800 м.

Также занимал различные места на зимних и летних Чемпионатах России в 2002, 2004, 2006 и 2007 годов в беге на 800 метров и т. д.
Основатель проекта по бегу «RunandWin». Тренер в компании «ADIDAS».
Работает в школе, по совместительству является тренером по лёгкой атлетике.
Ветеран труда!
Награждён почётной грамотой Департамента 
образования и науки города Москва. Имеет награды как регионального так и Федерального значения!